# داني بيترز
داني بيترز (بالفرنسية: Danny Pieters)‏ (و. 1956  م) هو أستاذ جامعي، وسياسي، ومحامي بلجيكي.

## مناصب
تولى منصب ممثل الجمعية البرلمانية لمجلس أوروبا (8 مارس 2013–29 سبتمبر 2013)
- نائب عن الجمعية البرلمانية لمجلس أوروبا (25 نوفمبر 2011–8 مارس 2013)[5]
- عضو مجلس الشيوخ البلجيكي
- عضو مجلس النواب من بلجيكا

.

## التعليم
تعلم في جامعة لوفان الكاثوليكية
.